# Сендвіч Дагвуд
Сендвіч Дагвуд (англ. Dagwood sandwich) — високий багатошаровий сендвіч, зроблений з різними видами м'яса, сирів та приправ. Він названий на честь Дагвуда Бамстеда, центрального персонажа коміксу «Блонді», якого часто зображують таким, що готує величезні бутерброди. За словами сценариста Blondie Діна Янга, його батько Чік Янг почав малювати величезні бутерброди в коміксі в 1936.

## Складові
Хоча точний вміст намальованого сендвіча Чіка Янга залишається незрозумілим, схоже, що він містить велику кількість різноманітних м'ясних нарізок, нарізаного сиру та овочів, розділених додатковими скибочками хліба. Вінчає їстівну структуру оливка, проткнута зубочисткою або дерев'яною шпажкою. «Сендвіч Дагвуд» був включений до Словника Вебстера «Новий світ» (Webster's New World Dictionary), а «Дагвуд» (що стосується сендвіча) — до Словника американської спадщини (The American Heritage Dictionary of the English Language (AHD)).

## Різновиди та ресторани
- У 1951 році бізнесмени Боб Вейлер і Арт Ленг відкрили ресторан у стилі Дагвуд у Толедо, штат Огайо, сподіваючись створити національну мережу. У них не було ліцензії, на ім'я Dagwood, і видавнича компанія King Features наказала припинити його використання.[3]
- До 1971 року в Анн-Арборі, штат Мічиган, працювала закусочна «Дагвуд» (пишеться «Даг-Вуд»).[4]
- М'ясне ланч-асорті з Дагвудом продавалося у продуктових магазинах. У травні 1999 року у тематичному парку «Островах пригод Юніверсал Орландо» відкрився ресторан «Блонді», що пропонує традиційний сендвіч у стилі Дагвуд. «Блонді» називає себе «Будинком Дагвудського сендвіча». Зовні над входом видно 20-футовий пластиковий сендвіч Дагвуд.[5]
- Мережа закусочних Denny's на початку 2000-х пропонувала на сніданок Дагвуд.[6] Він містив понад тисячу калорій.[6] Пізніше його було видалено з меню.
- Dagwood's Sandwich Shoppes, мережа ресторанів у стилі Blondie, заснована у 2006 році, має франшизу для відкриття ресторанів у Флориді, Кентуккі, Індіані, Міссурі та Джорджії, була закрита станом на 2011.[7] Мережа зазнавала фінансових труднощів і не досягла очікуваного його засновниками зростання.[8] Було подано два позови за звинуваченням у безгосподарності, шахрайстві, розтраті та навмисному обмані фінансового стану мережі в момент її краху.[9] Дагвуд продавався як бутерброд вагою 1,5 фунта.[10] Сендвіч Дагвуд, який подавали в Dagwood Sandwich Shoppes, включав наступні інгредієнти: три скибочки хліба, салямі з Генуї, шинка, пепероні, індичка, сир чеддер, проволоне, листя салату, помідори, смажений червоний солодкий перець, банановий перець, червона цибуля, гірчиця і низькокалорійний майонез.[11]
- Мережа магазинів Penn Station East Coast Subs із Цинциннаті називає свій субмарина-сендвіч «саморобний Дагвуд». Покупець може вибрати до п'яти видів м'яса і будь-яку комбінацію доступних приправ і овочів.
- Дагвуди також є популярними сендвічами у південноафриканських фаст-фудах та придорожніх барах, як у невеликих вуличних кіосках, так і у більших мережах. Південноафриканський Дагвуд зазвичай готують із трьох скибочок підсмаженого хліба з котлетою для гамбургера (або двох), а також салату, помідорів та смаженого яйця. Можуть бути додані інші аспстантовані інгредієнти, а яловича котлета може бути замінена пікантним фаршем, що нагадує американський Неряха Джо, але, схоже, південноафриканський Дагвуд характеризує смажене яйце та двоповерховий сендвіч.
- 2008 року провідний кулінарної передачі Man v. Food Адам Річман відвідав Колумбус, штат Огайо, та взяв участь у конкурсі «Дагвудський челендж» в Ohio Deli and Restaurant. Завдання полягало в тому, щоб з'їсти сендвіч Дагвуд вагою 2-1⁄2 фунти плюс фунт картоплі фрі протягом 30 хвилин. Річман успішно з'їв бутерброд і картопля фрі за 20 із 30 хвилин і був нагороджений пам'ятною футболкою.
- Dagwood's Deli та Sub Shop відкрилися в Індіані в 1985 році, мають кілька локацій.[12] У меню є «Дагвуд Супрім», до якого входять ростбіф, шинка, індичка, проволоне та сири Колбі, салат, помідори та цибуля, а також соус «Дагвуд».[13]
- Dagwoods Sandwichs et Salades — мережа ресторанів швидкого харчування, що працює в Канаді. Була заснована в 1989 році в Монреалі, але згодом розширилася Квебеком і Східним Онтаріо.[14]